# Rimouski (circonscription provinciale)
Pour les articles homonymes, voir Rimouski (homonymie).
Circonscription électorale provinciale du Canada
Rimouski est une circonscription électorale provinciale du Québec dans la région administrative du Bas-Saint-Laurent. 

## Historique
En 1829, le district électoral de Rimouski est créé en tant que division électorale de la Chambre d'assemblée du Bas-Canada, par division du district de Cornwallis. Le district est conservé pour l'Assemblée législative de la province du Canada en 1841, et fait partie des 65 circonscriptions provinciales présentes lors de la Confédération de 1867. Il perd la partie est de son territoire en 1890 lors de la création de Matane. En 1972 Rimouski cède une partie de l'est de son territoire à Matapédia. En 1985 la limite avec Kamouraska-Témiscouata est ajustée, puis en 1992 c'est le cas de celle avec Matapédia. En 2001, cinq municipalités passent de Rimouski à Rivière-du-Loup, puis deux autres en 2011.

## Territoire et limites
La circonscription comprend les municipalités suivantes :
- Esprit-Saint
- La Trinité-des-Monts
- Lac-Huron
- Rimouski
- Saint-Anaclet-de-Lessard
- Saint-Eugène-de-Ladrière
- Saint-Fabien
- Saint-Marcellin
- Saint-Narcisse-de-Rimouski
- Saint-Valérien

## Liste des députés

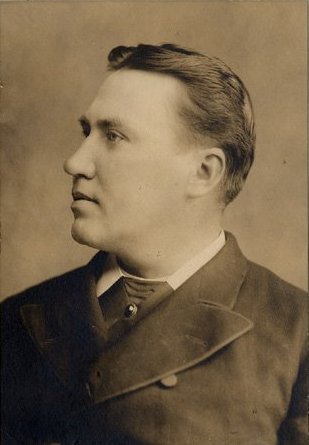
Alexandre Chauveau est député de 1872 à 1875 et de 1879 à 1880 pour le Parti conservateur du Québec, de 1875 à 1878 comme conservateur indépendant et de 1878 à 1879 pour le Parti libéral du Québec

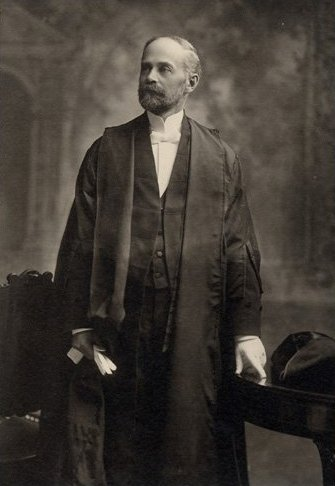
Auguste Tessier est député de 1889 à 1907 pour le Parti libéral du Québec

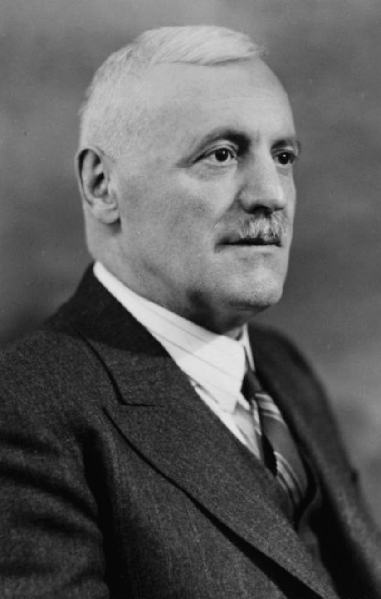
Louis-Joseph Moreault est député de 1923 à 1936 et de 1939 à 1943 pour le Parti libéral du Québec

| Années | Années      | Député                    | Parti                    |
| ------ | ----------- | ------------------------- | ------------------------ |
|        | 1867 - 1871 | Joseph Garon              | Conservateur             |
|        | 1871 - 1872 | Louis-Honoré Gosselin     | Conservateur             |
|        | 1872 - 1875 | Alexandre Chauveau        | Conservateur             |
|        | 1875 - 1878 | Alexandre Chauveau        | Conservateur indépendant |
|        | 1878 - 1880 | Alexandre Chauveau        | Libéral                  |
|        | 1878 - 1880 | Alexandre Chauveau        | Conservateur             |
|        | 1880 - 1881 | Joseph Parent             | Libéral                  |
|        | 1881 - 1886 | Louis-Napoléon Asselin    | Conservateur             |
|        | 1886 - 1889 | Édouard-Onésiphore Martin | Libéral                  |
|        | 1889 - 1890 | Auguste Tessier           | Libéral                  |
|        | 1890 - 1892 | Auguste Tessier           | Libéral                  |
|        | 1892 - 1897 | Auguste Tessier           | Libéral                  |
|        | 1897 - 1900 | Auguste Tessier           | Libéral                  |
|        | 1900 - 1904 | Auguste Tessier           | Libéral                  |
|        | 1904 - 1905 | Auguste Tessier           | Libéral                  |
|        | 1905 - 1907 | Auguste Tessier           | Libéral                  |
|        | 1907 - 1908 | Pierre-Émile D'Anjou      | Libéral                  |
|        | 1908 - 1912 | Pierre-Émile D'Anjou      | Libéral                  |
|        | 1912 - 1916 | Auguste-Maurice Tessier   | Libéral                  |
|        | 1916 - 1919 | Auguste-Maurice Tessier   | Libéral                  |
|        | 1919 - 1922 | Auguste-Maurice Tessier   | Libéral                  |
|        | 1923 - 1927 | Louis-Joseph Moreault     | Libéral                  |
|        | 1927 - 1931 | Louis-Joseph Moreault     | Libéral                  |
|        | 1931 - 1935 | Louis-Joseph Moreault     | Libéral                  |
|        | 1935 - 1936 | Louis-Joseph Moreault     | Libéral                  |
|        | 1936 - 1939 | Alfred Dubé               | Union nationale          |
|        | 1939 - 1943 | Louis-Joseph Moreault     | Libéral                  |
|        | 1944 - 1948 | Alfred Dubé               | Union nationale          |
|        | 1948 - 1942 | Alfred Dubé               | Union nationale          |
|        | 1952 - 1956 | Alfred Dubé               | Union nationale          |
|        | 1956 - 1960 | Albert Dionne             | Libéral                  |
|        | 1960 - 1962 | Albert Dionne             | Libéral                  |
|        | 1962 - 1966 | Albert Dionne             | Libéral                  |
|        | 1966 - 1970 | Maurice Tessier           | Libéral                  |
|        | 1970 - 1973 | Maurice Tessier           | Libéral                  |
|        | 1973 - 1976 | Claude Saint-Hilaire      | Libéral                  |
|        | 1976 - 1981 | Alain Marcoux             | Parti québécois          |
|        | 1981 - 1985 | Alain Marcoux             | Parti québécois          |
|        | 1985 - 1989 | Michel Tremblay           | Libéral                  |
|        | 1989 - 1994 | Michel Tremblay           | Libéral                  |
|        | 1994 - 1998 | Solange Charest           | Parti québécois          |
|        | 1998 - 2003 | Solange Charest           | Parti québécois          |
|        | 2003 - 2007 | Solange Charest           | Parti québécois          |
|        | 2007 - 2008 | Irvin Pelletier           | Parti québécois          |
|        | 2008 - 2012 | Irvin Pelletier           | Parti québécois          |
|        | 2012 - 2014 | Irvin Pelletier           | Parti québécois          |
|        | 2014 - 2018 | Harold LeBel              | Parti québécois          |
|        | 2018 - 2020 | Harold LeBel              | Parti québécois          |
|        | 2020 - 2022 | Harold LeBel              | Indépendant              |
|        | 2022 - ...  | Maïté Blanchette Vézina   | Coalition avenir         |

## Résultats électoraux
| |
| - Parti libéral - Union nationale (ancien) - Parti québécois - Crédit social (ancien) - Action démocratique (ancien) - Québec solidaire - Coalition avenir - Parti conservateur |

## Référendums
|  | Référendum                     | % du OUI | % du NON | Taux de participation |
|  | Référendum de 1980             | 53,15 %  | 46,85 %  | 84,81 %               |
|  | Accord de Charlottetown (1992) | 31,42 %  | 68,58 %  | 79,22 %               |
|  | Référendum de 1995             | 63,73 %  | 36,27 %  | 90,98 %               |

### Sources et liens externes
- Rimouski sur le site de l'Assemblée nationale
- Renseignements sur les circonscriptions provinciales. Rimouski — Directeur général des élections du Québec